# Bembecia tunetana
Bembecia tunetana is een vlinder uit de familie wespvlinders (Sesiidae). De wetenschappelijke naam is voor het eerst geldig gepubliceerd in 1920 door Le Cerf.
De soort komt voor in Europa.